# Paradoxe Atmung
Als paradoxe Atmung, auch Schaukelatmung oder Froschbauchatmung, wird in der Medizin ein Phänomen bezeichnet, bei welchem sich, im Gegensatz zur normalen Atmung, der Brustkorb (oder ein Teil davon) beim Einatmen nach innen und beim Ausatmen nach außen bewegt. Mögliche Ursachen sind u. a. traumatische Verletzungen des Brustkorbs mit Rippenserienfraktur, Atemnot bei Kindern oder eine chronische Obstruktion der Atemwege.
Die paradoxe sowie die inverse Atmung weisen gewisse Ähnlichkeiten auf. Die Ursachen sind jedoch verschieden.
Bei Rippenserienfrakturen entsteht eine paradoxe Atmung, wenn sich der Brustkorb im Bereich der Frakturen während des Einatmens nicht ausdehnen kann, wie es normalerweise üblich ist. Dabei kommt es durch den Sog der Inspiration gar zu einer Einziehung der gebrochenen Rippenabschnitte.
Ohne das oben Beschriebene auszuschließen, spricht man auch von einer paradoxen Atmung bei einer einseitigen Phrenikusparese (Ausfall des Nervus phrenicus, welcher das Zwerchfell motorisch innerviert).
Dabei ist das Zwerchfell auf der betroffenen Seite völlig erschlafft. Durch den entsprechenden Hochstand und Ausfall des Zwerchfells wird die Rippenatmung mit beeinträchtigt. Die Rippen und deren Ursprünge werden bei der Inspiration angehoben. Wenn sich das Zwerchfell nun nicht mehr zusammenziehen kann, wird es dabei mit nach oben gezogen. Es bewegt sich somit paradox.